# Karosa C 734
Karosa C 734 a Karosa állami vállalat által 1981 és 1996 között gyártott cseh helyközi autóbusz, mely a Karosa korábbi ŠL 11-es modelljeit váltotta le Csehszlovákiában. Utódja a Karosa C 744 helyközi autóbusz.

## Műszaki adatok
A Karosa 700-as sorozat modellje. A karosszéria félig önhordó vázzal és motorral, kézi sebességváltóval a hátsó részen. Csak a hátsó tengely van meghajtva. Az első tengely független, a hátsó tengely szilárd. Minden tengely légrugós felfüggesztésre van felszerelve. A jobb oldalon két ajtó van. A felépítmény alatti tengelyek között 3,5 m³-es csomagtér van. A melegvíz-hűtés 0 °C alatti hőmérsékleten hatékony, azonban az egész busz problémája a hő. Az utastér szintén magas hőmérsékleten szellőzik, mivel a csúszó részek csak két ablakban találhatók a jobb oldalon és háromban a bal oldalon. A két ventilátor által kibocsátott légáramlás nem képes hatékonyan levegőt cserélni. Az utasok ülései 2+2  mintában vannak elhelyezve a központi folyosó mentén. A vezetőfülke nem különül el a jármű többi részétől. A C 734 (a 700-as sorozat egyéb változataihoz hasonlóan) számos módosításon ment keresztül a gyártás során, ami biztosítja az ilyen buszok (különösen az új, erősebb motorok) jobb kiszolgálhatóságát.